# Vedran Kjosevski
Vedran Kjosevski (mazedonisch Ведран Ќосевски; * 22. Mai 1995 in Veles, Mazedonien) ist ein bosnischer Fußballtorwart, mazedonischer Herkunft der beim FC Struga unter Vertrag steht.
Kjosevski absolvierte auch ein Spiel für die Bosnisch-herzegowinische U-21-Fußballnationalmannschaft.

## Karriere
Er unterzeichnete in der Saison 2013/14 seinen ersten professionellen Vertrag beim FK Željezničar Sarajevo. Zuvor spielte er für dessen Jugendabteilung. Dort spielte er bis September 2020 in 131 Spielen. Er erzielte 1 Tor in der Saison 2017/18 gegen NK Siroki Brijeg am 26. Spieltag der Premijer Liga. Das Tor fiel in der 92. Minute per Distanzschuss und war der Ausgleich zum 1:1 Endstand. In dieser Saison wurde er trotz seines noch jungen Alters schon mehrfach als Kapitän seiner Mannschaft eingesetzt.
Er spielte außerdem mit seiner Mannschaft in dieser Saison in der Europa League aber sie scheiterten in der 2. Qualifikationsrunde gegen AIK Solna mit insgesamt 0:2. In der nächsten Saison spielten sie erneut in der Europa League aber sie haben erneut in der 2. Qualifikationsrunde in beiden Spielen verloren. In dieser Saison scheiterten sie gegen Apollon Limassol mit insgesamt 2:5. In der Saison 2019/20 verlor er seinen Stammplatz zunächst an Filip Eric, weshalb es nur noch für 5 Ligaspiele reichte. Zu Beginn der darauffolgenden Saison spielte er gar keine Rolle mehr, woraufhin er im September 2020 zum Ligakonkurrenten Velež Mostar wechselte. Dort konnte er sich aber nicht durchsetzen und saß zumeist nur auf der Bank. Insgesamt stand er in 4 Spielen im Tor.
Am Ende der Saison 2020/21 verließ er den Verein wieder und war zunächst bis Juli 2022 vereinslos. Seit der Saison 2022/23 ist er in Nordmazedonien beim Erstligisten FC Struga unter Vertrag.